# Интерьеры
«Интерьеры» (англ. Interiors) — кинофильм режиссёра и сценариста Вуди Аллена, снятый в 1978 году. Пять номинаций на премию «Оскар».

## Сюжет
Снятый в мрачной стилистике бергмановских «Шёпотов и криков», фильм рассказывает о взаимоотношениях трёх сестёр Ренаты (Дайан Китон), Джой (Мэри Бет Хёрт) и Флин (Кристин Гриффит) с их матерью (Джеральдин Пейдж), страдающей нервным расстройством после ухода отца (Э. Г. Маршалл) из семьи. Мать пытается наладить свою жизнь, давая советы по обустройству интерьеров своим дочерям, и не теряет надежды на то, что отец вернётся к ней. Сёстры разрываются между стремлением обнадежить её и пониманием того, что пути назад нет.

## В ролях
- Дайан Китон — Рената
- Мэри Бет Хёрт — Джой
- Джеральдин Пейдж — Ева
- Морин Стэплтон — Перл
- Кристин Гриффит — Флин
- Ричард Джордан — Фредерик
- Э. Г. Маршалл — Артур
- Сэм Уотерстон — Майк

## Награды и номинации
| Премия                              | Категория                                    | Номинант                | Результат |
| ----------------------------------- | -------------------------------------------- | ----------------------- | --------- |
| «Оскар»                             | Лучший режиссёр                              | Вуди Аллен              | Номинация |
| «Оскар»                             | Лучшая женская роль                          | Джеральдин Пейдж        | Номинация |
| «Оскар»                             | Лучшая женская роль второго плана            | Морин Стэплтон          | Номинация |
| «Оскар»                             | Лучший оригинальный сценарий                 | Вуди Аллен              | Номинация |
| «Оскар»                             | Лучшая работа художника-постановщика         | Мел Бурн, Дэниел Роберт | Номинация |
| «Золотой глобус»                    | Лучший режиссёр                              | Вуди Аллен              | Номинация |
| «Золотой глобус»                    | Лучшая женская роль — драма                  | Джеральдин Пейдж        | Номинация |
| «Золотой глобус»                    | Лучшая женская роль второго плана            | Морин Стэплтон          | Номинация |
| «Золотой глобус»                    | Лучший сценарий                              | Вуди Аллен              | Номинация |
| BAFTA                               | Лучшая женская роль второго плана            | Джеральдин Пейдж        | Победа    |
| BAFTA                               | Самый многообещающий дебютант в главной роли | Мэри Бет Хёрт           | Номинация |
| Национальный совет кинокритиков США | Топ 10 лучших фильмов года                   |                         | Победа    |
| Премия Гильдии сценаристов США      | Лучшая оригинальная драма                    | Вуди Аллен              | Номинация |

## Интересные факты
Джеральдин Пейдж получила премию BAFTA в номинации «Лучшая актриса второго плана», а на «Оскар» была номинирована в категории «Лучшая актриса»